# 再生稻
再生稻是指熱帶地區在第一期稻作之水稻收割後遺留稻樁在田間萌生新蘗，經由灌溉施肥後待其重新抽穗以及結實的第二次收穫。屬於二期稻作的一種栽培法。其不用再重新經過翻土整地、育苗或購苗以及插秧等步驟，相對節省勞力與工資，且通常管理較為粗放，故可降低生產成本，但其收穫量通常也較第一期稻作低。因其是利用水稻留於田間的宿根栽培 ，故也被稱為宿根稻。 